# Gare Sant'Elena
La gare Sant'Elena est une gare ferroviaire italienne de la ligne de Rome à Giardinetti (it), section de l'ancien chemin de fer Rome-Fiuggi-Alatri-Frosinone (it), située via Casilina (it) dans la ville de Rome.
C'est une halte voyageurs de l'Azienda Tramvie ed Autobus del Comune di Roma (ATAC) desservie par des trains du service ferroviaire suburbain de Rome.

## Situation ferroviaire
Établie à 48 mètres d’altitude, la gare Sant'Elena est située au point kilométrique (PK) 2,500 de la ligne de Rome à Giardinetti (it) (voie étroite), entre les gares Ponte Casilino et Villini.

## Service des voyageurs

### Accueil
Simple point d'arrêt non géré (PANG) à accès libre, la halte dispose d'un accès via Casilina avec un passage à niveau piéton qui permet la traversée d'une voie pour accéder à l'unique quai (peu large).

### Desserte
Sant'Elena est desservie quotidiennement par des trains du service ferroviaire suburbain de Rome, exploité par ATAC, partants des terminus entre 5 h 0 et 22 h 30.